# 石田勝義
石田 勝義（いしだ かつよし）は、日本の教育者、教育学者（児童福祉・特別支援教育）。元浜松学院大学学長、元浜松学院大学短期大学部学長、元学校法人興誠学園特任理事・評議員、特定非営利活動法人てんだあネット理事長。
静岡県教育委員会事務局養護教育課指導班班長、静岡県立御殿場養護学校校長、静岡県立浜名養護学校校長、浜松学院大学現代コミュニケーション学部教授などを歴任した。研究活動上の不正行為（盗用）が発覚し、2021年4月28日付けで同大学を懲戒解雇された。

## 来歴

### 生い立ち
法音寺学園が設置・運営する日本福祉大学に進学し、社会福祉学部にて社会福祉学を専攻した。日本福祉大学を卒業し、社会学士の称号を授与された。

### 教育者として
静岡県教育委員会に採用され、事務局の養護教育課にて指導班の班長を務めた。また、静岡県立御殿場養護学校や静岡県立浜名養護学校においては、校長に就任した。その後、興誠学園が設置・運営する浜松学院大学に採用され、現代コミュニケーション学部の教授に就任した。さらに、浜松学院大学の学長に就任した。同時に、浜松学院大学の短期大学部の学長に就任した。なお、浜松学院大学の設置者である興誠学園においては、特任理事に就任するとともに、評議員も務めた。その傍ら、特定非営利活動法人である湖西生活支援シェイクハンズの活動に参画していた。湖西生活支援シェイクハンズは2010年（平成22年）にてんだあネットに移行したが、そのときから理事長を務めている。研究活動上の不正行為（盗用）が発覚し、2021年4月28日付けで同大学を懲戒解雇された。

## 研究
専門は教育学であり、特に児童福祉、特別支援教育といった分野の研究に従事した。具体的には、障碍児や障碍者に対する理解の推進や支援などについて研究していた。また、『静岡新聞』の夕刊においては、2019年（平成31年）1月から同年3月まで「窓辺」と題したコラムを毎週連載していた。
学術団体としては日本保育学会、特殊教育学会、といった学会に所属した。

## 著作

### 共著
- 浜北市立養護学校著、静岡県出版文化会編『可能性を求めて——重度障害児教育の実践』浜北市立養護学校、1977年。NCID BA87859727
- 障害児保育方法研究会編集『障害児保育の指導事例』中央法規出版、1980年。ISBN 4805800526
- 上田衛編、増田健巳ほか執筆『子ども家庭福祉』大学図書出版、2010年。ISBN 9784903060606
- 坂本健編著、畑岡隆ほか著『子どもの社会的養護』大学図書出版、2011年。ISBN 9784903060743

### 編纂
- 石田勝義・橋本竜作・山路めぐみ編『あたらしい言語障害のみかた・治療・教育』古今社、2014年。ISBN 9784907689605

### 註釈
1. ↑  学校法人法音寺学園は、2003年に学校法人日本福祉大学に改組された。
2. ↑  社会学士の称号は、1991年7月1日以降の学士（社会学）の学位に相当する。
3. ↑  静岡県立御殿場養護学校は、2008年に静岡県立御殿場特別支援学校に改組された。
4. ↑  静岡県立浜名養護学校は、2008年に静岡県立浜名特別支援学校に改組された。